# Clarissa (serie televisiva)
Clarissa (Clarissa Explains It All) è una serie televisiva statunitense interpretata da Melissa Joan Hart.
Nella serie, Clarissa Darling, una ragazza adolescente, guardava nella telecamera e descriveva le cose che stavano accadendo nella sua vita (come le preoccupazioni tipiche preadolescenziali come la scuola, i ragazzi, i brufoli e un fratellino rompiscatole) ai suoi telespettatori.
La serie si svolge in una piccola città di periferia dell'Ohio e i protagonisti dello spettacolo sono Clarissa Darling, la sua famiglia (composta da padre Marshall, sua madre Janet e il suo fratellino Ferguson) e il suo migliore amico Sam che entrava sempre dalla finestra della camera di Clarissa. Il rapporto fra Clarissa e Sam era una novità in televisione, raramente in una serie-tv c'erano una ragazza e un ragazzo che erano solo amici senza diventare fidanzati. Clarissa aveva anche un piccolo cucciolo di caimano di nome Elvis che teneva in una sabbiera nell'angolo sinistro della sua stanza. Elvis è durato solo per i primi episodi della prima stagione.
Clarissa è occupata da questioni tipiche da ragazzi, come la patente di guida, rivalità fraterna, voti a scuola, insicurezze, e alcool. Tuttavia, questi argomenti sono stati trattati con molto meno drammatismo di quanto non fossero in altre serie TV.
La serie è stata girata al "Nickelodeon Studios" di Orlando, in Florida.
Peculiarità della serie era la rappresentazione del tema di ogni episodio, che mostrava Clarissa che affrontava la questione della puntata attraverso un gioco per computer su uno schermo.
La sigla della serie è stata cantata dalla cantante/comica/attrice/ Rachel Sweet. Il brano, era interamente composta da "Na, na, na-na-na, na-na-na-na, na-na", punteggiato da occasionali "Way Cool!" oppure "All right! All right!", sottolineato dalla strumentazione ritmica, e finiva con un clamoroso "Just do it!".
In Italia la serie fu trasmessa per la prima volta sulla syndication Junior TV a metà degli anni '90, con doppiaggio a cura dello studio Carioca di Verona, e in seguito replicata su Rai Sat 2.
Nel 1995 uscì il seguito della serie,dal titolo "Clarissa Now" dove Clarissa, ormai adulta, si trasferiva a New York per fare la giornalista. Ma della serie fu trasmesso solo l'episodio pilota, dopodiché fu abbandonata.